# ساری‌هان (بایبورد)
ساری‌هان (به ترکی استانبولی: Sarıhan) (به کردی: Xaxo) یک منطقهٔ مسکونی در ترکیه است که در بایبورد واقع شده‌است. ساری‌هان ۵۸ نفر جمعیت دارد.